# Андреј Борисенко
Андреј Иванович Борисенко (рус. Андрей Иванович Борисенко; рођен 17. априла 1964. у Лењинграду, СССР) је машински инжењер и космонаут Роскосмоса. До сада је у свемир летео једном, летелицом Сојуз ТМА-21, између између априла и септембра 2011. године, када је боравио на Међународној свемирској станици као члан Експедиција 27/28. У свемир је други пут полетео 19. октобра 2016. руском летелицом Сојуз МС-02 и борави на Међународној свемирској станици до пролећа 2017. као члан Експедиција 49/50.
Ожењен је Зојом Леонидовном (девојачко Тушенкова) са којом има сина и ћерку. Од хобија бави се риболовом, бадминтоном и воли да путује аутомобилом.